# コロンボ (パラナ州)
コロンボ（ポルトガル語: Colombo）は、ブラジル南部のパラナ州にある都市。人口は約24万人（2020年）。州都クリチバの北側に隣接しており、都市圏の一部を構成する。
1890年2月5日に建設された。標高1000m前後の高地に位置する。州最大のイタリア系コミュニティがある。